# Holacanthus tricolor
O peixe-soldado (Holacanthus tricolor) é um peixe teleósteo, perciforme, da família dos pomacantídeos, geralmente encontrado em recifes no Atlântico tropical. A espécie chega a medir até 40 centímetros de comprimento, possuindo a cabeça e a parte anterior do corpo amarelo-vivas, a parte posterior negra, e as margens externas das nadadeiras dorsal e anal vermelho-alaranjadas. É muito utilizado em aquários marinhos.
Também é conhecido simplesmente por soldado, mas recebe ainda os nomes de auraúna, paru-dourado, paru-jandaia, paru-papagaio, paru-soldado, parum-de-três-cores, peixe-soldado, tambuatá, tamuatá, tricolor, peixe-anjo-tricolor e vigário.
Por ter índole agressiva, sua criação impede ter mais de um espécime por aquário.